# Президент Сербии
Президент Сербии (серб. Председник Републике Србије / Predsednik Republike Srbije) — глава государства в Сербии.

## Права по конституции
Согласно Конституции Сербии 2006 года, президент:
- избирается на 5 лет;
- может быть избран не более двух раз;
- представляет страну в мире;
- предлагает Народной Скупщине кандидатуру председателя правительства;
- имеет право отлагательного вето на законы: после этого закон может быть рассмотрен повторно, и в случае повторного принятия должен быть подписан президентом;
- назначает и отзывает послов Сербии по предложению правительства;
- обладает неприкосновенностью;
- может распустить Народную скупщину и назначить парламентские выборы;
- осуществляет помилование;
- награждает наградами;
- не может заниматься другой служебной и профессиональной деятельностью;
- является верховным главнокомандующим вооружённых сил;

В случае отстранения президента от должности, прекращения им исполнения обязанностей или невозможности их исполнять от должности, его обязанности исполняет председатель Народной скупщины.

## Символы
Президент Сербии использует особый флаг, называемый президентский штандарт.

## Канцелярия

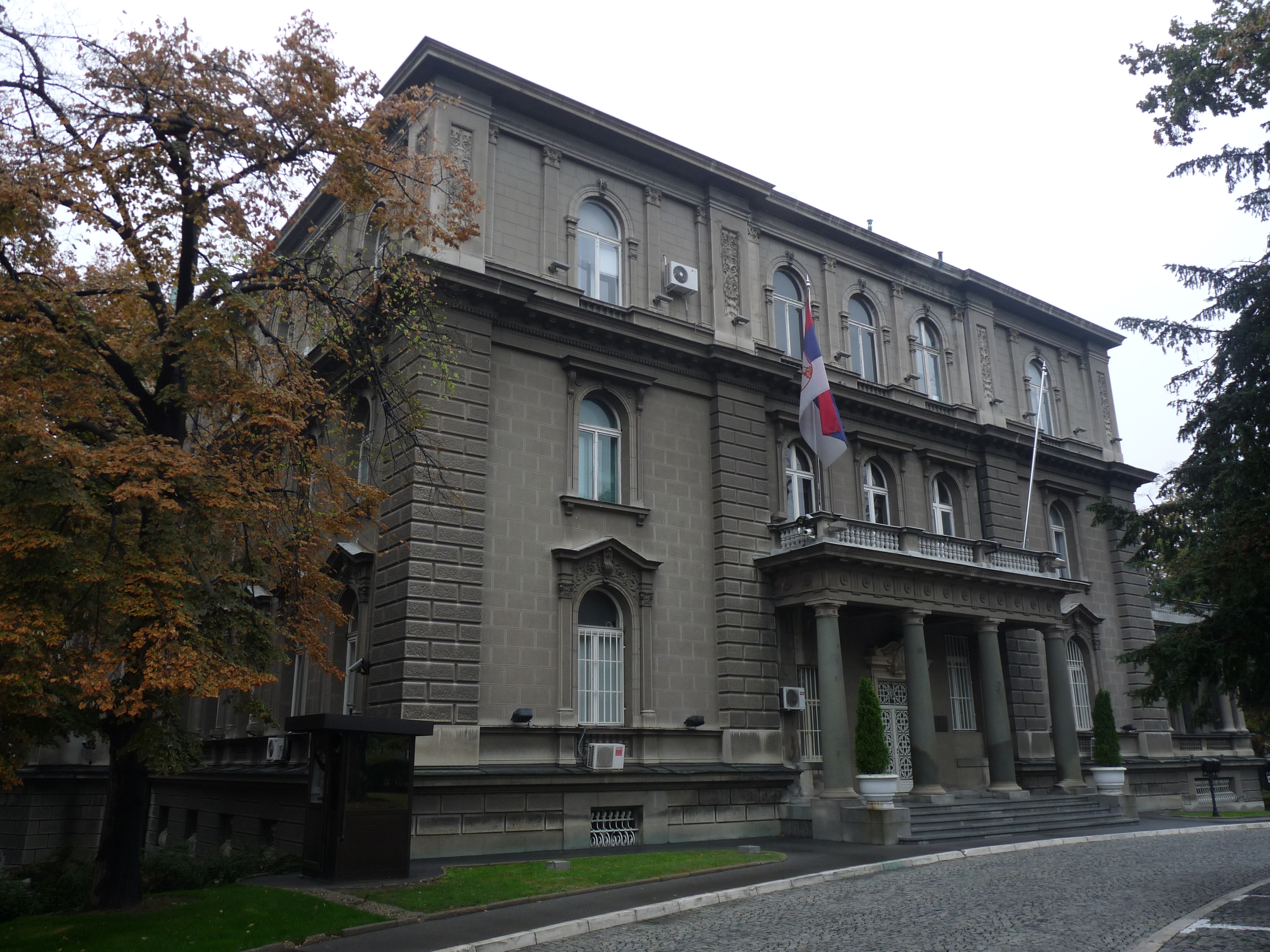
Белград. Новый дворец

Канцелярия президента расположена в бывшей королевской резиденции династии Караджорджевичей — Новом дворце. Народная канцелярия президента расположена в небоскрёбе Београджанке.

## Список глав Сербии
Приведён список руководителей Сербии в различные исторические периоды (исключая монархов).

### Правительство АСНОС (1944—1945)
Большая антифашистская народно-освободительная скупщина Сербии (серб. Велика антифашистичка народно-ослободилачка скупштина Србије, в последующем Антифашистская скупщина народного освобождения Сербии (серб. Антифашистичка скупштина народног ослобођења Србије), сокращённо АСНОС — руководящий комитет антифашистского партизанского движения Сербии в период Второй мировой войны. Великая скупщина работала в Белграде с 9 ноября 1944 года по 12 ноября 1944 года и постановила признать АСНОС в качестве верховного законодательного и исполнительного органа государственной власти Сербии, избрала депутатов в первый состав АСНОС, которая 18 ноября 1944 года сформировала Председательство АСНОС (серб. Председништво Антифашистичке скупштине народног ослобођења Србије) с функциями правительства, под председательством Синиши Станковича.
|        | Портрет | Имя (годы жизни)                                    | Полномочия    | Полномочия    | Партия                            | Должность                           |
| Начало | Портрет | Имя (годы жизни)                                    | Окончание     |               | Партия                            | Должность                           |
| ------ | ------- | --------------------------------------------------- | ------------- | ------------- | --------------------------------- | ----------------------------------- |
| 1 (I)  |         | Синиша Станкович (1892—1974) серб. Синиша Станковић | 9 ноября 1944 | 7 апреля 1945 | Коммунистическая партия Югославии | председатель Председательства АСНОС |

### В составе Демократической Федеративной Югославии (1945)
29 ноября 1943 года в боснийском городе Яйце на второй сессии Антифашистского вече народного освобождения Югославии было принято решение о строительстве после окончания Второй мировой войны демократического федеративного государства югославских народов под руководством Коммунистической партии Югославии. Были заложены основы федеративного устройства страны из 6 частей (Сербия, Хорватия, Босния и Герцеговина, Словения, Македония и Черногория).
7 марта 1945 года в Белграде было сформировано получившее международное признание временное правительство Демократической Федеративной Югославии во главе с Иосипом Броз Тито. В составе Демократической Федеративной Югославии Сербия получила название Федеральное Государство Сербия (серб. Федерална Држава Србија). 7 апреля 1945 года начала работу Народная скупщина Сербии, председатель Президиума которой (сербохорв. Председник Президијума Народне скупштине Србије) являлся высшим должностным лицом Сербии.
29 ноября 1945 года Учредительная скупщина Югославии окончательно ликвидировала монархию и провозгласила Федеративную Народную Республику Югославия, с преобразованием федеральных государств в народные республики, в числе которых была и Народная Республика Сербия.
|        | Портрет | Имя (годы жизни)                                    | Полномочия    | Полномочия      | Партия                                                             | Должность                                              |
| Начало | Портрет | Имя (годы жизни)                                    | Окончание     |                 | Партия                                                             | Должность                                              |
| ------ | ------- | --------------------------------------------------- | ------------- | --------------- | ------------------------------------------------------------------ | ------------------------------------------------------ |
| 1 (II) |         | Синиша Станкович (1892—1974) серб. Синиша Станковић | 7 апреля 1945 | 19 февраля 1946 | Коммунистическая партия Югославии → Коммунистическая партия Сербии | председатель Председательства Народной скупщины Сербии |

### В составе ФНРЮ (1945—1963)
После провозглашения 29 ноября 1945 года Учредительной скупщиной Федеративной Народной Республики Югославия входившие в состав Демократической Федеративной Югославии государства были преобразованы в народные республики, в числе которых была и Народная Республика Сербия (серб. Народна Република Србија). Официально это название было принято 19 февраля 1946 года.  
До марта 1953 года высшим должностным лицом народной республики был Председатель Президиума Скупщины Народной Республики Сербии (сербохорв. Председник Президијума Скупштине Народне Републике Србије), позже — Председатель Скупщины Народной Республики Сербии (сербохорв. Председник Скупштине Народне Републике Србије).
|        | Портрет | Имя (годы жизни)                                    | Полномочия      | Полномочия    | Партия                                                   | Должность                        |
| Начало | Портрет | Имя (годы жизни)                                    | Окончание       |               | Партия                                                   | Должность                        |
| ------ | ------- | --------------------------------------------------- | --------------- | ------------- | -------------------------------------------------------- | -------------------------------- |
| 1 (II) |         | Синиша Станкович (1892—1974) серб. Синиша Станковић | 19 февраля 1946 | март 1953     | Коммунистическая партия Сербии → Союз коммунистов Сербии | Председатель Президиума Скупщины |
| 2      |         | Петар Стамболич (1912—2007) серб. Петар Стамболић   | декабрь 1953    | 6 апреля 1957 | Союз коммунистов Сербии                                  | Председатель Скупщины            |
| 3      |         | Йован Веселинов (1906—1982) серб. Јован Веселинов   | 6 апреля 1957   | 7 апреля 1963 | Союз коммунистов Сербии                                  | Председатель Скупщины            |

### В составе СФРЮ (1963—1991)
Вступившая в силу 7 апреля 1963 года новая конституция Югославии провозгласила страну социалистическим государством, в соответствии с чем его название было изменено на Социалистическая Федеративная Республика Югославия, а входившие в её состав республики получили название социалистических, включая Социалистическую Республику Сербию (серб. Социјалистичка Република Србија).
В 1974 году вслед за федеральной конституцией вступила в силу новая конституция Сербии.
6 мая 1974 года в Сербии был образован внепарламентский высший коллегиальный орган управления — Президиум Социалистической Республики Сербии во главе с Председателем Президиума (серб. Председник Председништва Социјалистичке Републике Србије).
28 сентября 1990 года была принята демократическая конституция, кроме прочего изменившая название страны на Республика Сербия (серб. Република Србија), восстановившая многопартийную систему и установившая с 11 января 1991 года пост президента страны.
27 апреля 1992 года Сербия вместе с Черногорией образовала Союзную Республику Югославия.
|                | Портрет                        | Имя (годы жизни)                                                  | Полномочия      | Полномочия      | Партия                  | Выборы                  | Должность             |
| Начало         | Портрет                        | Имя (годы жизни)                                                  | Окончание       |                 | Партия                  | Выборы                  | Должность             |
| -------------- | ------------------------------ | ----------------------------------------------------------------- | --------------- | --------------- | ----------------------- | ----------------------- | --------------------- |
| (3)            |                                | Йован Веселинов (1906—1982) серб. Јован Веселинов                 | 7 апреля 1963   | 25 июня 1963    | Союз коммунистов Сербии |                         | Председатель Скупщины |
| 4              |                                | Душан Петрович (1914—1977) серб. Душан Петровић                   | 25 июня 1963    | 6 мая 1967      | Союз коммунистов Сербии |                         | Председатель Скупщины |
| 5              |                                | Милош Минич (1914—2003) серб. Милош Минић                         | 6 мая 1967      | 6 мая 1969      | Союз коммунистов Сербии |                         | Председатель Скупщины |
| 6 (I)          |                                | Драгослав Маркович (1920—2005) серб. Драгослав Марковић           | 6 мая 1969      | 19 апреля 1974  | Союз коммунистов Сербии |                         | Председатель Скупщины |
| 7              |                                | Живан Васильевич (1920—2007) серб. Живан Васиљевић                | 19 апреля 1974  | 6 мая 1974      | Союз коммунистов Сербии |                         | Председатель Скупщины |
| 6 (II)         |                                | Драгослав Маркович (1920—2005) серб. Драгослав Марковић           | 6 мая 1974      | 5 мая 1978      | Союз коммунистов Сербии | Председатель Президиума |                       |
| 8              |                                | Добривое Видич (1918—1992) серб. Добривоје Видић                  | 5 мая 1978      | 5 мая 1982      | Союз коммунистов Сербии | Председатель Президиума |                       |
| 9              |                                | генерал армии Никола Любичич (1916—2005) серб. Никола Љубичић     | 5 мая 1982      | 15 мая 1984     | Союз коммунистов Сербии | Председатель Президиума |                       |
| 10             |                                | Душан Чкребич (1927—2022) серб. Душан Чкребић                     | 5 мая 1982      | 5 мая 1985      | Союз коммунистов Сербии | Председатель Президиума |                       |
| 11             |                                | Иван Стамболич (1936—2000) серб. Иван Стамболић                   | 5 мая 1985      | 14 декабря 1987 | Союз коммунистов Сербии | Председатель Президиума |                       |
| 12             |                                | генерал-полковник Петар Грачанин (1923—2004) серб. Петар Грачанин | 14 декабря 1987 | 20 марта 1989   | Союз коммунистов Сербии | Председатель Президиума |                       |
| и. о.          |                                | Любиша Игич (1941—2023) серб. Љубиша Игић                         | 20 марта 1989   | 8 мая 1989      | Союз коммунистов Сербии | Председатель Президиума |                       |
| 13 (I—II)      |                                | Слободан Милошевич (1941—2006) серб. Слободан Милошевић           | 8 мая 1989      | 11 января 1991  | Союз коммунистов Сербии | Председатель Президиума | 1989                  |
|                | Социалистическая партия Сербии | Слободан Милошевич (1941—2006) серб. Слободан Милошевић           | 8 мая 1989      | 11 января 1991  |                         | Председатель Президиума | 1989                  |
| 11 января 1991 | 27 апреля 1992                 | Слободан Милошевич (1941—2006) серб. Слободан Милошевић           | 1990            | Президент       |                         |                         |                       |

### В составе СРЮ (1992—2003)
27 апреля 1992 года Сербия вместе с Черногорией образовала Союзную Республику Югославия, которая 14 февраля 2003 года была преобразована в Государственный Союз Сербии и Черногории, представлявший собой конфедерацию независимых государств.
|         | Портрет                | Имя (годы жизни)                                        | Полномочия      | Полномочия      | Партия                         | Выборы                 | Должность |
| Начало  | Портрет                | Имя (годы жизни)                                        | Окончание       |                 | Партия                         | Выборы                 | Должность |
| ------- | ---------------------- | ------------------------------------------------------- | --------------- | --------------- | ------------------------------ | ---------------------- | --------- |
| 13 (II) |                        | Слободан Милошевич (1941—2006) серб. Слободан Милошевић | 27 апреля 1992  | 23 июля 1997    | Социалистическая партия Сербии | 1992                   | Президент |
| и. о.   |                        | Драган Томич (1936—2022) серб. Драган Томић             | 23 июля 1997    | 29 декабря 1997 | Социалистическая партия Сербии | 1997, сентябрь—октябрь | Президент |
| 14      |                        | Милан Милутинович (1942—2023) серб. Милан Милутиновић   | 29 декабря 1997 | 29 декабря 2002 | Социалистическая партия Сербии | 1997, декабрь          | Президент |
| 14      | 2002, сентябрь—октябрь | Милан Милутинович (1942—2023) серб. Милан Милутиновић   | 29 декабря 1997 | 29 декабря 2002 | Социалистическая партия Сербии |                        | Президент |
| и. о.   |                        | Наташа Мичич (1965—) серб. Наташа Мићић                 | 29 декабря 2002 | 4 февраля 2003  | Гражданский союз Сербии        | 2002, декабрь          | Президент |
| и. о.   | 2003                   | Наташа Мичич (1965—) серб. Наташа Мићић                 | 29 декабря 2002 | 4 февраля 2003  | Гражданский союз Сербии        |                        | Президент |

### В составе Государственного союза (2003—2006)
14 марта 2002 года Сербия и Черногория пришли к соглашению о сотрудничестве только в некоторых политических областях (например, оборонительный союз и международное представительство). 4 февраля 2003 года была принята конституция Государственного Союза Сербии и Черногории.
Каждое государство имело своё собственное законодательство и экономическую политику, а позже — валюту, таможню и другие государственные атрибуты. Союз официально не имел общей столицы — хотя большинство правительственных органов находилось в столице Сербии Белграде, некоторые были переведены в столицу Черногории Подгорицу.
|        | Портрет | Имя (годы жизни)                                     | Полномочия     | Полномочия     | Партия                        | Выборы | Должность |
| Начало | Портрет | Имя (годы жизни)                                     | Окончание      |                | Партия                        | Выборы | Должность |
| ------ | ------- | ---------------------------------------------------- | -------------- | -------------- | ----------------------------- | ------ | --------- |
| и. о.  |         | Наташа Мичич (1965—) серб. Наташа Мићић              | 4 февраля 2003 | 4 февраля 2004 | Гражданский союз Сербии       | 2003   | Президент |
| и. о.  |         | Драган Маршичанин (1950—) серб. Драган Маршићанин    | 4 февраля 2004 | 3 марта 2004   | Демократическая партия Сербии | 2003   | Президент |
| и. о.  |         | Воислав Михаилович (1951—) серб. Војислав Михаиловић | 3 марта 2004   | 4 марта 2004   | Сербское движение обновления  | 2003   | Президент |
| и. о.  |         | Предраг Маркович (1955—) серб. Предраг Марковић      | 4 марта 2004   | 11 июля 2004   | «Г17+»                        | 2003   | Президент |
| 15     |         | Борис Тадич (1958—) серб. Борис Тадић                | 11 июля 2004   | 5 июня 2006    | Демократическая партия        | 2004   | Президент |

### Период независимости (с 2006)
21 мая 2006 года в Черногории был проведён референдум о национальной независимости. По его результатам 3 июня 2006 года была провозглашена национальная независимость Черногории, вскоре признанная Сербией, что означало распад Государственного Союза Сербии и Черногории.
|        | Портрет | Имя (годы жизни)                                | Полномочия                                                    | Полномочия    | Партия                        | Выборы    | Должность                                        |
| Начало | Портрет | Имя (годы жизни)                                | Окончание                                                     |               | Партия                        | Выборы    | Должность                                        |
| ------ | ------- | ----------------------------------------------- | ------------------------------------------------------------- | ------------- | ----------------------------- | --------- | ------------------------------------------------ |
| (15)   |         | Борис Тадич (1958—) серб. Борис Тадић           | 5 июня 2006                                                   | 5 апреля 2012 | Демократическая партия        |           |                                                  |
| (15)   | 2008    | Борис Тадич (1958—) серб. Борис Тадић           | 5 июня 2006                                                   | 5 апреля 2012 | Демократическая партия        | Президент |                                                  |
| и. о.  | 2008    |                                                 | Славица Джукич-Деянович (1951—) серб. Славица Ђукић-Дејановић | 5 апреля 2012 | 31 мая 2012                   | Президент | Социалистическая партия Сербии                   |
| и. о.  | 2008    |                                                 | Захарие Трнавчевич (1926—2016) серб. Zaharije Trnavčević      | 31 мая 2012   | 31 мая 2012                   | Президент | Богатая Сербия — движение фермеров и бизнесменов |
| 16     |         | Томислав Николич (1952—) серб. Томислав Николић | 31 мая 2012                                                   | 31 мая 2017   | независимый                   | Президент | 2012                                             |
| 17     |         | Александр Вучич (1970–) серб. Александар Вучић  | 31 мая 2017                                                   | действующий   | Сербская прогрессивная партия | Президент | 2017                                             |
| 17     | 2022    | Александр Вучич (1970–) серб. Александар Вучић  | 31 мая 2017                                                   | действующий   | Сербская прогрессивная партия | Президент |                                                  |